# Isola di Ellef Ringnes
L’isola Ellef Ringnes è una delle isole Sverdrup situate nel territorio del Nunavut, Canada, ed appartiene all'arcipelago artico canadese. Ha una superficie di 11.295 km², il che la rende la 69ª isola più grande del mondo e la 16ª del Canada. La stazione meteorologica di Isachsen si trova sulla costa occidentale dell'isola. La sua massima elevazione è di 260 m.
L'isola fu così chiamata da Otto Sverdrup in onore di un birraio di Oslo, Ellef Ringnes, che fu tra gli sponsor della sua spedizione. L'isola fu poi rivendicata dalla Norvegia nel 1902 (che abbandonò ogni pretesa nel 1930).
L'isola è separata dallo stretto Hassel Sound dall'isola Amund Ringnes.